# Bettina Rockenbach
Bettina Rockenbach (* 26. Oktober 1963 in Köln) ist eine deutsche Wirtschaftswissenschaftlerin und seit 1. März 2025 Präsidentin der Leopoldina.

## Leben
Rockenbach studierte nach dem Abitur 1982 am Erzbischöflichen Irmgardis-Gymnasium in Köln von 1982 bis 1988 Mathematik, Volkswirtschaftslehre und Informatik an der Universität Bonn und schloss mit dem Diplom in Mathematik ab. Von 1988 bis 1999 arbeitete sie als Assistentin des Nobelpreisträgers Reinhard Selten an der Universität Bonn, zunächst von 1988 bis 1993 als wissenschaftliche Mitarbeiterin und Leiterin des Laboratoriums für experimentelle Wirtschaftsforschung Bonn. 1992 und 1993 war sie am California Institute of Technology tätig, bevor sie 1993 mit einer Arbeit zu Two-Person Bargaining Experiments with Incomplete Information in Volkswirtschaftslehre unter Selten zum Dr. rer. pol. promoviert wurde. Nach ihrer Promotion wurde sie Wissenschaftliche Assistentin. Ihre Habilitation, die sie 1999 mit einer Arbeit zu Experimental and Theoretical Contributions to Decision Making in Financial Asset Markets abschloss, erfolgte ebenfalls bei Reinhard Selten in Bonn.
Von 1999 bis 2000 war Rockenbach als Visiting Professor am CentER for Economic Research an der Universität Tilburg tätig. 2000 folgte sie einem Ruf auf den Lehrstuhl für Mikroökonomie, insbesondere Industrieökonomie an der Staatswissenschaftlichen Fakultät der Universität Erfurt. Dort baute sie das Laboratorium für experimentelle Wirtschaftsforschung (elab) auf und übernahm bis 2011 dessen Leitung. Ebenso baute sie das interdisziplinäre Center for Empirical Research in Economics and Behavioral Sciences (CEREB) auf, das sie bis 2008 leitete. An der Universität Erfurt hatte Rockenbach diverse Positionen in der akademischen Selbstverwaltung inne. So war sie von 2006 bis 2008 Dekanin der Staatswissenschaftlichen Fakultät und von 2008 bis 2011 Erste Vizepräsidentin und Vizepräsidentin für Forschung und wissenschaftlichen Nachwuchs.
2011 nahm Rockenbach den Ruf der Universität zu Köln auf den Lehrstuhl für Experimentelle Wirtschafts- und Verhaltensforschung an. Im Sommersemester 2012 verbrachte Rockenbach ein Forschungssemester an der UC San Diego, USA. Von Oktober 2012 bis März 2015 war Rockenbach Forschungsdekanin an der WiSo-Fakultät und von April 2015 bis Oktober 2023 war sie Erste Prorektorin und Prorektorin für Forschung der Universität zu Köln.
Darüber hinaus ist Rockenbach seit 2018 Direktorin des Reinhard Selten Institutes der Universitäten Bonn und Köln und seit 2019 Senior Research Fellow am Max-Planck-Instituts zur Erforschung von Gemeinschaftsgütern Bonn. Sie ist Mitglied des Exzellenclusters ECONtribute.

## Auszeichnungen und Preise
- 1995 Heinz-Sauermann-Preis der Gesellschaft für experimentelle Wirtschaftsforschung für ihre Dissertation.
- 1999 Hendrik Casimir-Karl Ziegler-Forschungspreis der Nordrhein-Westfälischen Akademie der Wissenschaften und der Königlich Niederländischen Akademie der Wissenschaften.
- 2013 wurde Rockenbach in die Nationalen Akademie der Wissenschaften Leopoldina aufgenommen.[3]

## Forschung
Rockenbach forscht auf den Gebieten der Spieltheorie und der Verhaltensökonomie. Ein Schwerpunkt ihrer häufig interdisziplinären Forschung liegt im Design von Institutionen zur Beförderung von Kooperation in sozialen Dilemma-Situationen. Ihre Forschungsarbeiten werden in führenden ökonomischen Fachzeitschriften sowie in renommierten disziplinübergreifenden Zeitschriften wie Science und Nature publiziert.

## Professionelle Aktivitäten und Mitgliedschaften
Von 2004 bis 2008 war Rockenbach European Vice-President der Economic Science Association (ESA). Von 2010 bis 2011 war sie Vorsitzende des Sozialwissenschaftlichen Ausschusses und, ebenso wie von 2018 bis 2022, Mitglied des erweiterten Vorstands des Vereins für Socialpolitik. Von 2012 bis 2017 war Rockenbach Mitglied des wissenschaftlichen Beirats des Instituts für Weltwirtschaft in Kiel und von 2020 bis 2023 Mitglied des Wissenschaftlichen Beirats des Zentrums für Europäische Wirtschaftsforschung Mannheim. Rockenbach war von 2014 bis 2017 Mitglied des Senats der Deutschen Forschungsgemeinschaft. Auf Europäischer Ebene engagiert sich Rockenbach als Mitglied des ERC Advanced Grant Peer Review Panel (SH1). Zum 1. März 2025 hat Rockenbach die  Nationale Akademie der Wissenschaften Leopoldina in der Nachfolge von Gerald Haug angetreten.

## Publikationen (Auswahl)
- From Diagnosis to Treatment: A Large-Scale Field Experiment to Reduce Non-Payments for Water, Review of Economics and Statistics, 2023 (Bettina Rockenbach, Sebastian Tonke, Arne Weiss). doi:10.1162/rest_a_01363
- Complementarities in Behavioral Interventions Evidence from a Field Experiment on Energy Conservation, Journal of Public Economics, 2023, 228, 105028 (Ximeng Fang, Lorenz Goette, Bettina Rockenbach, Matthias Sutter, Verena Tiefenbeck, Samuel Schoeb, Thorsten Staake). doi:10.1016/j.jpubeco.2023.105028
- Field evidence on the role of time preferences in conservation behavior, Journal of Environmental Economics and Management, 2020 (Suparee Boonmanunt, Thomas Lauer, Bettina Rockenbach, Arne Weiss). doi:10.1016/j.jeem.2020.102368
- Altruistic punishment does not increase with the severity of norm violations in the field, Nature Communications, 2016, 7, 13327 (Loukas Balafoutas, Nikos Nikiforakis, Bettina Rockenbach). doi:10.1038/ncomms13327
- Consumer social responsibility, Management Science, 2016, 62(11), 3123-3137 (Mark Pigors & Bettina Rockenbach). doi:10.1287/mnsc.2015.2279
- The competitive advantage of honesty, European Economic Review, 2016, 89, 407-424 (Mark Pigors & Bettina Rockenbach). doi:10.1016/j.euroecorev.2016.09.001
- Direct and indirect punishment among strangers in the field, Proceedings of the National Academy of Sciences of the United States of America (PNAS), 2014, 111(45), 15924-15927 (Loukas Balafoutas, Nikos Nikiforakis, Bettina Rockenbach). doi:10.1073/pnas.1413170111
- To qualify as a social partner, humans hide severe punishment, although their observed cooperativeness is decisive, Proceedings of the National Academy of Sciences of the United States of America (PNAS), 2011, 108(45), 18307-18312 (Bettina Rockenbach & Manfred Milinski). doi:10.1073/pnas.1108996108
- How to treat those of ill repute, Nature, 2009, 457, 39-40 (Bettina Rockenbach & Manfred Milinski). doi:10.1038/457039a
- Egalitarism in young children, Nature, 2008, 454, 1079-1083 (Ernst Fehr, Helen Bernhard, Bettina Rockenbach). doi:10.1038/nature07155
- The efficient interaction of indirect reciprocity and costly punishment, Nature, 2006, 444, 718-723 (Bettina Rockenbach & Manfred Milinski). doi:10.1038/nature05229
- The competitive advantage of sanctioning institutions, Science, 2006, 312(5770), 108-111 (Özgür Gürerk, Bernd Irlenbusch, Bettina Rockenbach). doi:10.1126/science.1123633; Multilab replication study in PNAS Nexus doi:10.1093/pnasnexus/pgad091
- Detrimental effects of sanctions on human altruism, Nature, 2003, 422, 137-140 (Ernst Fehr & Bettina Rockenbach). doi:10.1038/nature01474